# 西倉吉町
西倉吉町（にしくらよしまち）は、鳥取県米子市の町名。郵便番号は683-0816。

## 地理
市の中央部、市街地の中心部。東に東倉吉町、西に尾高町がある。

## 歴史
江戸期は米子城下十八町の1町で、町人地。町禄（町の専売権）としては畳表、ござ、呉服、小間物販売があった。宿屋も多かった。
1889年（明治22年）に米子町、1927年（昭和2年）から米子市に所属。1912年（明治45年）、一部が朝日町となった。

## 区長
西倉吉区区長は以下の通り。
- 1889年中当選 青砥儀三郎[2]
- 1893年中当選 青砥儀三郎[2]
- 1906年中当選 木島亀三郎[2]
- 1908年中当選 青砥清吉[2]
- 1912年中当選 岩佐宇吉[2]
- 1915年中当選 金田勝太郎[2]
- 1922年中当選 岩佐宇吉[2]
- 1925年中当選 近藤亀三郎[2]

## 経済

### 産業
大正期には旅館が多く、また洋服屋、紙屋があった。
かつて存在した商工業者は、諸紙商並に商人定宿の近藤（湯藤屋）、和洋紙商の金田、製靴の判沢、食肉小売業の益田、鮮魚小売業の中島、酒小売業の八田、菓子の木島などがいた。
かつて存在した店舗・企業
- 協同建設[9] - 旧社名は株式会社赤沢組[9]。
- 木島屋株式店 米子支店（有価証券現物売買）[10]

## 人口
世帯数・人口は1923年（大正12年）、167世帯・695人。1955年（昭和30年）、189世帯・814人。1965年（昭和40年）、178世帯、614人。1975年（昭和50年）、135世帯・349人。
2024年（令和6年）8月31日現在は107世帯・157人。

## 出身・ゆかりのある人物
- 赤沢康平（土木請負業）[12]
- 赤沢正道[13]（衆議院議員、自治大臣、国家公安委員会委員長） - 衆議院議員・赤沢亮正の祖父。
- 赤沢弘毅[13]（医師、医学博士[9]、赤沢医院院長） - 赤沢康平の四男、赤沢正道の弟[9]。
- 遠藤光徳（鋳物諸工具製造業、米子市議会議員、鳥取県議会議員、米子市名誉市民） - 住所が西倉吉町[9][14]。
- 清山久吉（工学博士[14]、九州大学名誉教授）